# Constantina (província)
Constantina (em árabe: ولاية قسنطينة‎) é uma das quarenta e oito províncias (vilaiete) da Argélia, cuja capital é a cidade de mesmo nome, Constantina. Segundo o censo de 2008, a população total da província era de 938 475 habitantes.

Mapa dos seis distritos da província de Constantina

## Regiões administrativas
A província ou "vilaiete" está dividido em seis distritos ou "daïra", que por sua vez são subdivididos em doze comunas ou municípios.

## Lista de distritos
Distritos da província de Constantina:
1. Constantina • 
2. El Khroub • 
3. Aïn Abid • 
4. Zighoud Youcef • 
5. Hamma Bouziane • 
6. Ibn Ziad
| Distritos      | Número de municípios | Municípios                             | Área (km²) | População (hab.) |
| -------------- | -------------------- | -------------------------------------- | ---------- | ---------------- |
| Constantina    | 1                    | Constantina                            | 231.63     | 448,374          |
| El Khroub      | 3                    | El Khroub • Aïn Smara • Ouled Rahmoune | 610.70     | 242,163          |
| Aïn Abid       | 2                    | Aïn Abid • Ben Badis                   | 634.22     | 50,478           |
| Zighoud Youcef | 2                    | Zighoud Youcef • Béni Hamidane         | 367.97     | 44,645           |
| Hamma Bouziane | 2                    | Hamma Bouziane • Didouche Mourad       | 186.88     | 124,903          |
| Ibn Ziad       | 2                    | Ibn Ziad • Messaoud Boudjeriou         | 257.37     | 27,911           |